# La caccia al tesoro
La caccia al tesoro è un romanzo di Andrea Camilleri, il sedicesimo con protagonista il Commissario Montalbano, pubblicato da Sellerio il 20 maggio 2010. Dal libro è stato realizzato un adattamento televisivo.

## Trama
Nel commissariato di Vigata non c'è proprio niente da fare. Catarella s'impegna senza speranza nella soluzione di cruciverba e rebus e Montalbano leggicchia un romanzo di Simenon quando è inopinatamente costretto a recitare la parte alla Bruce Willis in un film americano. In un vecchio palazzo abitato da due anziani bigotti, i fratelli Gregorio e Caterina Palmisano, le cui manie religiose sono ormai arrivate al culmine della pazzia. Il vecchio allucinato si è messo a sparare dalla finestra e Montalbano, a sfida del suo sentirsi ormai vecchio, arrampicandosi pericolosamente su per una scala dei pompieri riesce a rendere inoffensivo il vecchio pazzo.
Nel palazzo fatiscente, in una foresta di crocefissi di ogni fattura illuminata da innumerevoli lumini, Montalbano crede di aver scoperto una giovane uccisa ma si accorge che si tratta di una consunta bambola gonfiabile ormai malridotta dal prolungato uso, senza un occhio e con un buco riparato alla meglio.
Ricoverati i due fratelli, l'inerzia sembra tornata nel commissariato di Vigata quando giunge la notizia di un cadavere ritrovato in un cassonetto. Non è il corpo di una vittima ma di un'altra bambola identica a quella rinvenuta nel palazzo dei fratelli Palmisano. 
In quegli stessi giorni il commissario riceve una strana lettera anonima dove lo si sfida con indovinelli in versi ad una caccia al tesoro che per curiosità e perché non aveva altro da fare accetta. Dopo due o tre indizi gli nasce il sospetto che il gioco nasconda qualcosa di pericoloso e di folle. Purtroppo il suo fiuto da "sbirro" non lo inganna.

## Edizioni
- Andrea Camilleri, La Caccia al tesoro, Prima ed., collana La memoria, Sellerio Editore, 2010,  p. 290, ISBN 88-389-2478-3.